# S/S Hestmannen
S/S Hestmannen är ett norskt ångfartyg för transport av styckegods och passagerare från 1911. Hon byggdes  av Laxevaags Maskin & Jernskibsbyggeri i Bergen åt Vesteraalens Dampskibsselskab och uppkallades efter bergsformationen Hestmannen på Hestmannøy i Nordland fylke. Fartyget trafikerade en fraktrutt längs Norges västkust till 1955, med avbrott för utlandstrafik under  första och andra världskriget.
Hestmannen har restaurerats och återförts till 1947 års utseende och är idag ett minnesmärke och museum över norska krigsseglare under namnet 
Norsk krigsseilermuseum. Hon är det enda kvarvarande lastfartyget ur Nortraships flotta och ligger vanligen förtöjd i Kristiansand men seglar turer på sommaren.

## Historia

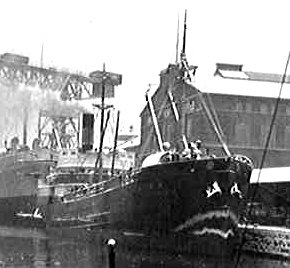
S/S Hestmanden år 1936

S/S Hestmanden levererades till Vesteraalens Dampskibsselskab 23 september 1911 och sattes in på en rutt mellan Bergen och Tromsö. Från 1915 till 1917 transporterade hon kol mellan  England och Frankrike och under första världskriget var hon uthyrd till Storbritannien och seglade i brittiskt farvatten samt i konvoj till bland annat Frankrike och Archangelsk i Ryssland med brittisk besättning. Från 1924 till 1940 seglade Hestmannen på en rutt mellan Oslo och Kirkenes.
Under tyskarnas invasion av Norge 9 april 1940 var Hestmanden på väg norrut och rekvirerades snabbt av norska marinen för att transportera förnödenheter och personal norr om fronten i Nordnorge. När den norska regeringen kapitulerade var Hestmannen på Svalbard för att lasta kol och tillsammans med andra norska handelsfartyg, som inte var i tysk-kontrollerat farvatten, beordrades hon till Storbritannien. Hon eskorterades till Skottland, dit hon anlände 4 juli 1940. Hestmannen införlivades i  Nortraships flotta och seglade huvudsakligen i konvoj i brittiskt farvatten. Efter återkomsten till Norge var Hestmanden ett av de   fartyg som transporterade material till Finnmark fylke för återuppbyggnaden efter kriget.
Efter kriget renoverades hon på 
Akers mekaniske verksted och 1947 återvände hon till sin gamla rutt. År 1955 övertogs hon av Høvding Skipsopphugging i Sandnessjøen, som döpte om fartyget till Vegafjord och använde henne till att transportera skrot. År 1964 lades Vegafjord  upp och ägarna tog kontakt med  Norsk Sjøfartsmuseum för att diskutera en eventuell placering vid museet. Trots bristande intresse skrotades Vegafjord inte utan lades upp för att år 1979 övertas av Norsk Veteranskibsklub.

## Renovering
År 1982 bogserades Vegafjord till Trondheim för konservering och tio år senare till Kristiansand för renovering. År 1993 beviljade Stortinget fem miljoner kronor till en restaurering under förutsättning av att Hestmannen blev ett seglande minnesmärke över krigsseglarna. Tre år senare skyddades hon av Riksantikvaren och övertogs av en stiftelse som ville återföra henne till 1947 års utseende.
Restaureringsarbetet visade sig vara betydligt dyrare än förväntat och 2008 stoppades det tillfälligt av brist på pengar. Den 22 september 2011 sjösattes det färdigrenoverade skrovet och 22 november 2011 döptes hon i närvaro av kung Harald och 240 krigsseglare från andra världskriget. Hestmanden, som idag är målat i Nortaships grå kamouflagefärg, ägs fortfarande av stiftelsen, men från 2015 ansvarar Vest-Agdermuseet för museiverksamheten samt drift och underhåll. Restaureringen kostade  140 miljoner, varav 80 miljoner från Riksantikvaren, och är därmed Norges största fartygsrenoveringsprojekt.

## Museum
Den 26 juni 2017 invigdes museet ombord på S/S Hestmanden officiellt av Norges försvarsminister Ine Marie Eriksen Søreide medan fartyget låg vid Kilden teater- och konserthus i Kristiansand.